# Christoph Gödel
Christoph Gödel (* 1945 in Schlesien) ist ein deutscher Jurist und war von 1991 bis 2010 Richter am Bundesverwaltungsgericht, seit 2004 Vorsitzender Richter.

## Karriere
Nach der juristischen Ausbildung in Würzburg und Freiburg trat Gödel zunächst in den Justizdienst Baden-Württembergs ein. Er war in der Folge in der ordentlichen Gerichtsbarkeit, als Staatsanwalt und im Justizministerium Baden-Württembergs tätig. 1978 bis 1980 wurde Christoph Gödel an die Vertretung des Landes Baden-Württemberg beim Bund nach Bonn abgeordnet. 1985 erlangte er in der Ministerialverwaltung den Rang eines Ministerialrates.
1991 erfolgte die Ernennung zum Richter am Bundesverwaltungsgericht. Gödel gehörte zunächst dem mit Fragen zu Reisekosten, Umzugskosten und Trennungsgeld befassten 10. Revisionssenat und dem mit Beamtendisziplinarsachen zuständigen 1. Disziplinarsenat an. Er wechselte zu Beginn des Jahres 2000 in den für Umweltrecht und das Recht der Regelung von Vermögensfragen zuständigen 7. Revisionssenat. Im Juni 2000 wurde er stellvertretender Vorsitzender des 7. Senates. Vom 3. Mai 2004 bis zum 30. September 2010 war Gödel Vorsitzender des für Vermögensfragen und Kommunalrecht zuständigen 8. Revisionssenates des Bundesverwaltungsgerichtes.

## Veröffentlichungen
- Christoph Gödel: Wiedergutmachung im Beitrittsgebiet: die Restitution nach § 3 Abs. 1 Satz 4 VermG für in der NS-Zeit vorgenommene Entziehungen von Unternehmensanteilen aus verfassungsrechtlicher Sicht (= Studien zum öffentlichen Recht. Band 24). Nomos, Baden-Baden 2018, ISBN 978-3-8487-4997-3.
- Martin Bullinger, Christoph Gödel: Landesmediengesetz Baden-Württemberg: (LMedienG) ; Kommentar. Nomos-Verlagsgesellschaft, Baden-Baden 1986, ISBN 978-3-7890-1242-6.